# Bokon District
Bokon District är ett distrikt i Liberia.   Det ligger i regionen Sinoe County, i den sydöstra delen av landet, 290 km sydost om huvudstaden Monrovia.